# Забродзе (Вишковський повіт)
Забродзе (пол. Zabrodzie) — село в Польщі, у гміні Забродзе Вишковського повіту Мазовецького воєводства.
Населення — 626 осіб (2011).
У 1975-1998 роках село належало до Остроленцького воєводства.

## Демографія
Демографічна структура станом на 31 березня 2011 року:
|          | Загалом | Допрацездатний вік | Працездатний вік | Постпрацездатний вік |
| -------- | ------- | ------------------ | ---------------- | -------------------- |
| Чоловіки | 303     | 67                 | 214              | 22                   |
| Жінки    | 323     | 81                 | 192              | 50                   |
| Разом    | 626     | 148                | 406              | 72                   |